# Mem Curvo
D. Mem Curvo ou Cravo (antes de 1264 -?) como também aparece grafado foi um nobre e Cavaleiro medieval do Condado Portucalense, foi Senhor do Castelo de Lanhoso de onde foi alcaide por nomeação D. Godinho Fafez. 
Foi o fundador da Domus Fortis, conhecida como Torre de Mem Corvo. Recebeu por serviços prestados e para defesa das mesmas contra os mouros, terras por ordem do Rei de Leão, D. Fernando I, "o magno", rei de Leão e Castela.

## Relações familiares
Casou com Maria Pires de Vide de quem teve: Urraca Mendes que casou com João Garica Espinel.